# Louis de Basse-Lotharingie
Louis de Basse-Lotharingie, né entre 975 et 980, mort en 1023,, est le dernier membre de la dynastie carolingienne, fils de Charles de Basse-Lotharingie et de sa seconde épouse, Adélaïs, d'origine obscure, fille d'un vassal d'Hugues Capet.

## Captivité
Lorsque son père fut fait prisonnier par Hugues Capet à qui il disputait la royauté franque, ce dernier confia Louis à la garde de l'évêque Adalbéron de Laon, puis il réclama sa garde en 993 et l'enferma à Orléans (Loiret) où l'on perd sa trace selon Ferdinand Lot.
Au printemps 993, le comte Eudes Ier de Blois, déçu qu'Hugues Capet et son fils aient refusé de lui conférer le titre de duc des Francs, imagina, en liaison avec Adalbéron de Laon, de les faire capturer lors d'une rencontre projetée à Metz avec l'empereur Otton III et de placer Louis sur le trône franc. Eudes Ier de Blois serait devenu duc des Francs et Adalbéron évêque de Reims. Hugues Capet et son fils prévenus firent échouer cette tentative.

## Comte
Karl Ferdinand Werner affirme que Louis, ayant retrouvé la liberté, devint comte, et fut sans doute possessionné en Lorraine.
Il fit un voyage en Aquitaine, étant le "Lodoicus, fils du roi Karolus" qui figure sur un acte de l'abbaye de Bourgueil en 1012.

## Mort
Son épitaphe, à Sens (Yonne), affirme qu'il mourut au monastère de Saint-Pierre-le-Vif de maladie, après s'être fait moine in extremis alors qu'il retournait en terre d'empire après un pèlerinage au mont Saint-Michel. Cette épitaphe fut publiée.
En mourant, il laissa à ce monastère sa villa d'Ariscurt, et un pallium, sans doute un précieux souvenir de ses origines royales,.
Il est le dernier des Carolingiens issus de Louis le Pieux, le troisième fils de Charlemagne. Après sa mort, les Carolingiens ne furent plus représentés que par les Herbertiens de Vermandois, issus de Bernard, fils illégitime de Pépin, le fils aîné de Charlemagne. Ceux-ci s'éteindront par les mâles environ 60 ans après la mort du comte des Alamans en se fondant dans la maison capétienne de Vermandois, et avec eux disparut l'ultime lignée patrilinéaire des descendants de Charlemagne.